# Mastopexia

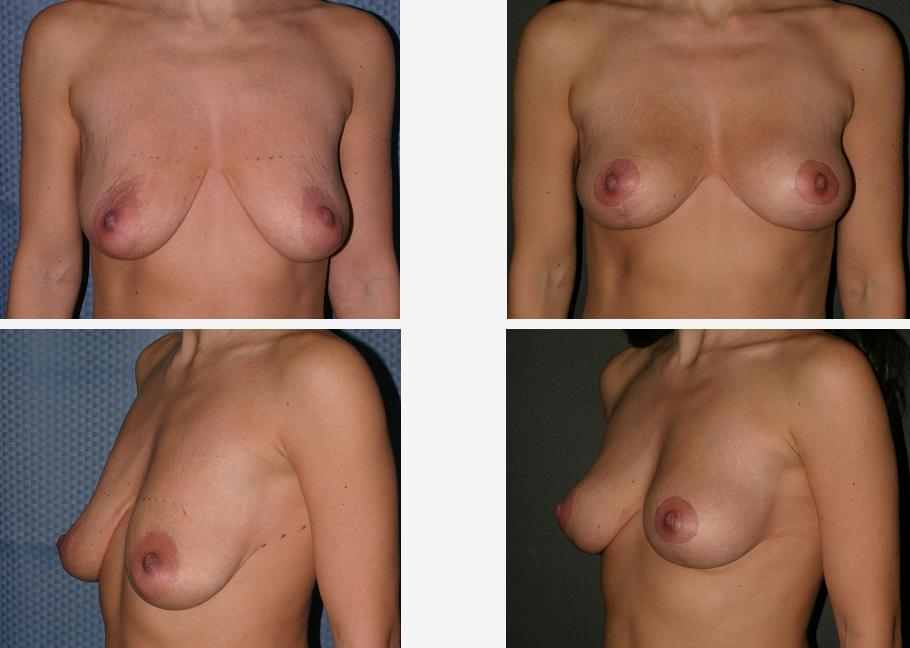
Mastopexia antes y después

El vocablo mastopexia deriva de raíces griegas, compuesto por “μαστός” o “mastos” que significa “mama” además de la voz “pēxiā” que hace referencia a “colocar”. La mastopexia puede ser descrita como aquel procedimiento de tipo quirúrgico que consiste en el mejoramiento físico de los senos; es decir se trata de una cirugía estética que permite la mejora y levantamiento de las mamas caídas.  La mastopexia también conocida como lifting de senos, recurre a la eliminación de la piel excedente de la zona mamaria además del endurecimiento de los tejidos adyacentes para así lograr reformar, reafirmar y elevar el contorno del seno femenino.
La corrección de mama mediante el aumento o elevación de un busto con flacidez es una operación quirúrgica de recortes y eliminación del exceso de tejidos, ligamentos suspensorios sobrecargados, exceso de piel, y transpone el complejo areola-pezón más alta del hemisferio del pecho. En la práctica quirúrgica, la mastopexia se puede realizar como un procedimiento de elevación de seno discreto, y como la cirugía subordinada dentro de un procedimiento de aumento de mama-mastopexia combinado.
Por otra parte, las técnicas de cirugía de mastopexia también se aplican a la mamoplastia de reducción, que es la corrección de los senos de gran tamaño. Psicológicamente, un procedimiento de mastopexia para corregir la ptosis de mama no es indicado por causa médica o razón física, sino por la propia imagen de la mujer; es decir, la combinación de apariencia física, estética, y los requisitos de salud mental del paciente.
Referencia Profesor Nariman Motamed

## El paciente
El paciente de mastopexia habitual es la mujer que desea la restauración de su busto (elevación, tamaño y contorno), debido a las pérdidas de volumen en grasa después del parto, y la aparición de ptosis mamaria. Las indicaciones clínicas presentadas por la mujer - los grados de laxitud de los ligamentos del suspensorio de Cooper; y de la piel-sobre de mama (leve, moderada, severa y seudo ptosis) - determinar el abordaje quirúrgico de restauración aplicable para el levantamiento de los senos. Grado I (leve) ptosis mamaria se puede corregir solamente con el aumento de senos, quirúrgico y no quirúrgico. Ptosis mamaria severa se puede corregir con técnicas de elevación de mama , como el patrón del ancla, la incisión de T invertida, y el patrón "Lollipop", que se realiza con incisiones quirúrgicas tancias verticales y horizontales; que producen una cicatriz periareolar, en la periferia (borde) del complejo areola-pezón (NAC), y una cicatriz vertical, descendiendo desde el margen inferior de la NAC a la cicatriz horizontal en la infra-mamaria veces (FMI), donde la mama se encuentra con el pecho; tales cicatrices quirúrgicas son las desventajas estéticas de mastopexia.

## Las técnicas quirúrgicas

### General

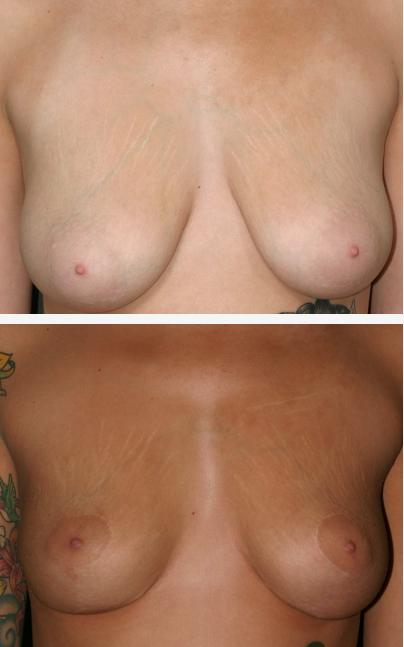
Ancla de patrón de mastopexia: el aspecto preoperatorio, los senos sufren de flacidez Grado I: ptosis leve (arriba), y el aspecto postoperatorio, el busto levantado (abajo)..

El cirujano-médico evalúa la mujer que solicita una operación de elevación de mama para confirmar que entiende los riesgos para la salud y beneficios del procedimiento de mastopexia. El cirujano confirma su imagen corporal ideal (objetivo estético) corresponde a lo que de manera realista se puede lograr con las opciones de cirugía plástica disponibles. Las siguientes condiciones son indicaciones para la mastopexia.
Flacidez pechos, prolapso (cayeron hacia adelante) como consecuencia de la disminución de la leche después del parto glándula, la menopausia, la pérdida de peso bruto, etcétera.
Ptosis post-explantación, flacidez de los sobres de la piel inelásticas, una vez vaciada de los implantes mamarios.
Ptosis y pseudoptosis congénita, como se observa en enfermedades como la deformidad mamaria tuberosa (mama restringido).
ptosis relativa, como se ve en la post-mastectomía de reconstrucción mamaria de un busto que es de tamaño natural y proporcional, mira, y se siente.

## Procedimientos
Asuntos preoperatorios

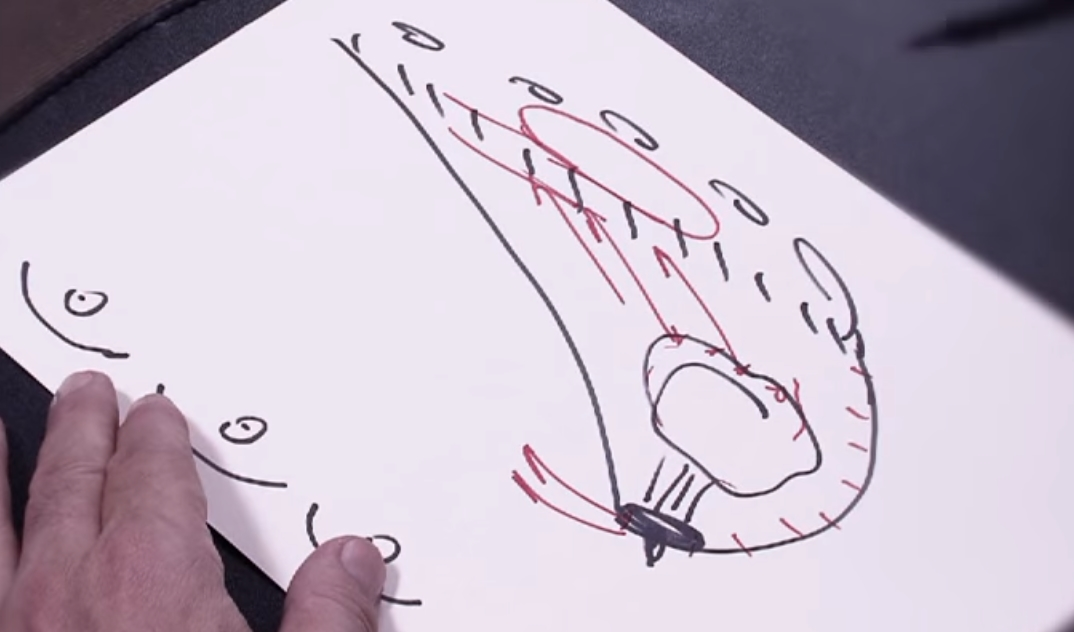
Esbozo realizado sobre el procedimiento de mastopexia con implante

El cirujano plástico delinea la incisión de planta mastopexia a los pechos y el torso del paciente; la consideración correctiva principal es el nivel correcto del complejo areola-pezón en el hemisferio de la mama. En la mayoría de las mujeres, el pezón debe estar ubicado en, o ligeramente por encima, el surco submamario, porque emplazar demasiado alto poder más tarde condujo a una cirugía de revisión difícil. La configuración regional topográfico correcto para el pezón se determina mediante la transposición de la línea semicircular del pliegue inframamario a la cara de la mama (cara anterior), la configuración en círculo, en el que el complejo areola-pezón está centrado. Después de determinar la configuración regional del pezón, el cirujano delinea las incisiones en la piel restantes de la corrección, mientras se mantiene el límite inferior de la incisión vertical a una distancia por encima del preoperatorio, con precaución evita la ampliación de la cicatriz quirúrgica a la pared torácica tras el levantamiento de la mama y el surco submamario.
Asuntos Intra-operatorio
La única aplicación de [[el aumento] de mama] mamoplastia para corregir una mínima ptosis mamaria (Grado I) por lo general se lleva a cabo con una  prótesis de implantes mamarios. La doble aplicación de la mastopexia y de cirugías de aumento de senos - como un procedimiento quirúrgico - requiere una planificación cuidadosa, debido a las resecciones solicitada de los  tejidos del parénquima. La incisión periareolar se presta a la implantación de prótesis de mama y areola-pezón transposición compleja, mientras que el mantenimiento de la  viabilidad del tejido areola-pezón.
La mastopexia por abordaje quirúrgico interno se aplica a la mujer que ha sufrido la explantación de prótesis mamarias. En la praxis operativas, el cirujano plástico eleva las solapas de la corte de mama-implante [contractura [capsular | cápsulas]], y los pliegues con el fin de aumentar el volumen de la masa interna de los senos - aumentando de este modo la proyección del busto de la superficie del pecho. El complejo areola-pezón se eleva con suturas de plicatura, y no requiere la resección de la piel cuando no hay exceso de piel.

## Complicaciones
Complicaciones médicas generales de mastopexia incluyen sangrado, la infección, y los efectos secundarios de los anestesia. Las complicaciones específicas incluyen  necrosis de la piel y disestesia, los cambios anormales en la sensibilidad (entumecimiento y hormigueo). Complicaciones médicas graves incluyen apariciones de seroma, un bolsillo de la acumulada a nivel local líquido seroso, y las apariciones de  hematoma, una acumulación local de la sangre fuera del sistema vascular. La necrosis del pezón y la necrosis del colgajo de piel (o ambos), cuando ocurre, puede ser o bien parcial, y sanar imperceptiblemente con el cuidado de heridas, o puede ser completa, y requerir la reconstrucción. Una complicación de la mastopexia ancla es la ruptura de la herida causada por la tensión en la unión de los tres miembros de la incisión, sin embargo, las cicatrices suele curarse sin someterse a la hipertrofia. La asimetría del busto suele estar presente antes de la cirugía, y la cirugía de mama elevadora no suele definitivamente eliminarlo, independientemente de la técnica de mastopexia aplicado o de experiencia operativa del cirujano plástico. Por otra parte, un procedimiento de aumento mastopexia-mama combinado puede hacer la revisión quirúrgica de la asimetría de mama más difícil debido a los tejidos sobrecargados de complejo areola-pezón. Por otra parte, un resultado posible, indeseable de la mastopexia periareolar (incisión circumareolar) es el underprojection de la mama corregido de la pared torácica.

## Historia
Se estima que las primeras mastopexias se realizaron a finales del siglo XIX, en donde se utilizaban especialmente técnicas de suspensión o por medio de la colocación de suturas para intentar levantar los senos; luego se fueron realizando ciertos estudios hasta dar con la idea de eliminar la piel excedente del tejido del seno para obtener una gran mejoría en cuanto a la corrección de los senos caídos.
Los senos de una mujer van cambiando con el tiempo, es decir estos van perdiendo su firmeza y forma con el transcurso de los años y gracias a las diferentes circunstancias por las que puede pasar la misma, lo que significa una pérdida de elasticidad de las fibras de la piel que puede ocurrir como consecuencia del embarazo, fluctuaciones de peso,  lactancia materna, envejecimiento, herencia o incluso la gravedad puede influir, esto es lo que se le conoce como  ptosis mamaria.
Aquella mujer que disfrute de buena salud, y busque mejorar su aspecto físico puede optar por una mastopexia, siempre y cuando tenga el conocimiento que los senos luego de un embarazo pueden caerse un poco nuevamente.

## Procedimiento
Casi siempre este levantamiento de senos puede realizarse de forma ambulatoria, sin embargo existen casos en lo que se necesita que la paciente sea hospitalizada por lo menos durante 24 o 48 horas. La cirugía puede abarcar entre 2 a 3 horas, aunque puede variar dependiendo del tipo de anestesia utilizada, la flacidez de las mamas o la técnica que se ha de utilizar.
En la mayoría de los casos la mastopexia puede considerarse como una intervención quirúrgica poco riesgosa, no conlleva mayores complicaciones, siempre y cuando sea realizada por un cirujano especializado y se sigan las instrucciones del mismo al pie de la letra.
Es importante dar a conocer que luego de la intervención quirúrgica se generara cierto dolor, que puede ser resuelto con analgésicos, además se producirá una ligera inflamación de la piel junto con hematomas en la misma y la pérdida de sensibilidad en dicha área pero solo es de forma temporal. Un cambio significativo son las cicatrices que podrían variar dependiendo de la técnica que fue utilizada y pueden hallarse en diferentes zonas del seno pero que con el tiempo pueden disminuir mas no desaparecer.
De acuerdo con las estadísticas de la Sociedad Americana de Cirujanos Plásticos, se muestra que las mastopexias o lifting de senos han incrementado en un 70% desde alrededor del año 2000 superando así a las cirugías de implantes mamarios; años más tarde, específicamente para 2004 fueron reportados alrededor de 98.000 procedimientos de mastopexia.